# Allkampf-jitsu
Allkampf-jitsu (zkratka AKJ) je moderní bojové umění využívající propracované asijské techniky boje. Je to systém, který využívá údery, kopy, úhyby těla, házení a páčení, boj ve stoje a na zemi k odražení jakéhokoliv útoku za účelem ochránění zdraví nebo majetku obránce.
AKJ lze zařadit do rodiny novodobých evropských škol Ju Jutsu, které vznikaly v polovině minulého století. AKJ se ale, oproti jiným školám Ju Jutsu, přizpůsobuje potřebám sebeobrany dnešní doby a to jak v profesní, tak ve veřejné sféře.

## Historie
AKJ bylo vytvořeno mistrem Jakobem Beckem v roce 1968 a od té doby se neustále rozvíjí.
V současné době obsahuje přes 330 základních obranných technik, tři formy kombinace (kihon) a deset kata. Základní techniky obsahují obranu proti úderům, kopům, hodům a škrcení a proti zbraním (nůž, krátká tyč, dlouhá tyč, pistole). Systém obsahuje také obranu s pomocí zbraní hanbo a tonfa. Od roku 1995 mají žáci možnost vzájemně konfrontovat své nabyté schopnosti na sportovním poli. 
V České republice je allkampf-jitsu zastřešeno organizací Allkampf-jitsu Česká republika. Jejím prezidentem je Martin Matouš (7. dan AKJ), který je zároveň vedoucím školy v Chomutově. 
Od roku 2012 lze v České republice skládat zkoušky až do 2. danu (do té doby zde bylo možno dosáhnout pouze 1. kyu). 

## Kolegium Danů
Kolegium Danů je nejvyšší technickou složkou AKJ ČR a jeho hlavním cílem je technický rozvoj Allkampf-Jitsu v ČR. Členství v Kolegiu Danů je čestná funkce, která je dobrovolná. 
Kolegium Danů funguje ve složení:
- Ing. Martin Matouš, 6. Dan (Chomutov) – prezident Allkampf-jitsu Česká republika
- Ing. Martin Hermann, 5. Dan (České Budějovice)
- Bc. Petr Gabriel, 4. Dan (Plzeň)
- Jan Rychnovský, 4. Dan (Toušeň)

## Stupně technické vyspělosti
Řád AKJ popisuje přesné tréninkové principy, které se používají pro jednotlivé výcvikové skupiny: děti, mládež, dospělé, výcvik policejních jednotek, armády a speciálních jednotek. Techniky se v zásadě neliší, pouze zakončení technik je přizpůsobeno fyzickým schopnostem dané výcvikové skupiny a její využitelnosti dle toho, k jakému účelu se používá.
Systém AKJ má pevný zkušební řád, který obsahuje 10 žákovských stupňů (kyu) a 10 mistrovských stupňů (Dan). Na každý technický stupeň se provádí slavnostní veřejná zkouška, při níž mají žáci možnost prověřit si svou technickou i psychickou vyspělost. Žák předvádí provedení sebeobranných technik a základních úderů a kopů. S vyššími technickými stupni přibývají i další disciplíny, například od 6. kyu zkouška zahrnuje i předvedení kombinace, randori a přerážecí techniku dřevěné desky .Přesné požadavky na úspěšné absolvování zkoušky jsou stanoveny ve zkušebním řádu.
V České republice je možné absolvovat zkoušky až do stupně 2. dan. Zkoušky na vyšší stupně se konají v Německu před mistrem Jakobem Beckem.
Po úspěšném absolvování zkoušky je žák oprávněn nosit barevný pás dle dosaženého technického stupně a obdrží mezinárodně platný certifikát. Barevné označení pásů slouží žákovi pro uvědomění si, jak daleko je na své cestě; pro učitele je to rychlá orientace o úrovni technické vyspělosti žáka.

### Přehled žákovských stupňů technické vyspělosti allkampf-jitsu
| Technický stupeň | Barva pásu                   | Přerážecí technika                                        | Poznámka                                                                |
| ---------------- | ---------------------------- | --------------------------------------------------------- | ----------------------------------------------------------------------- |
| -                | bílý                         |                                                           | bílý pás nosí každý začátečník, který dosud neabsolvoval žádnou zkoušku |
| 10. kyu          | bílý se žlutým proužkem      |                                                           | uděluje se pouze dětem, osvědčuje základní pohybové dovednosti          |
| 9. kyu           | žlutý                        |                                                           |                                                                         |
| 8. kyu           | oranžový                     |                                                           |                                                                         |
| 7. kyu           | oranžový se zeleným proužkem |                                                           |                                                                         |
| 6. kyu           | zelený                       | kop mae-geri                                              |                                                                         |
| 5. kyu           | zelený s modrým proužkem     | úder tetsui-uchi                                          |                                                                         |
| 4. kyu           | modrý                        | kop yoko-geri-kekomi                                      |                                                                         |
| 3. kyu           | modrý s hnědým proužkem      | úder shuto                                                |                                                                         |
| 2. kyu           | hnědý                        | kop mawashi-geri                                          |                                                                         |
| 1. kyu           | hnědý s černým proužkem      | plynulá posloupnost úderů haito, shuto a kopu ushiro-geri |                                                                         |

## Pravidla a typy soutěží AKJ
Allkampf-Jitsu má dvě základní sportovní soutěže – klasickou technickou soutěž a volný boj – Fighting. Hlavní filosofií pořádání soutěží je dát žákům motivaci do celoročního tréninku.
Technická soutěž se skládá ze tří disciplín – Kata, Randori a Tameshi-wari a respektuje hlavní filozofii AKJ, kterou je univerzálnost. Závodník musí absolvovat všechny tři disciplíny, aby byl hodnocen. V soutěži družstev se provádí navíc disciplína Embu. Tato soutěž rozvíjí technickou dokonalost, vnitřní sílu, spolupráci s partnerem a odolnost úderových ploch.
Aby byl zachován princip univerzálnosti musí závodníci v kategorii jednotlivců absolvovat všechny disciplíny (K+R+T) a jsou hodnoceni až ze součtu jejich koeficientů. V soutěži družstev se provádí navíc disciplína Embu. V roce 2001 byla přidána další disciplína Fighting, což je sportovní volný boj s poměrně přísnými pravidly, ve kterém se používají údery, kopy, hody, porazy a boj na zemi. Boj se provádí s lehkým kontaktem a trvá 2 x 2 minuty. Četnost závodů (1× ročně) zabezpečuje, že AKJ zůstane stále bojovým uměním a nestane se sportovním stylem.
Soutěž ve volném boji – Fighting – je sportovní zápas, který trvá 2 x 2 minuty a používají se v něm údery, kopy, hody, porážení, páčení, škrcení, bojuje se ve stoje i na zemi. Tato soutěž rozvíjí použitelnost naučených technik, přizpůsobivost stylu boje soupeře a zlepšuje odolnost proti stresovým situacím.
Malá četnost soutěží by měla zajistit, že se AKJ nestane sportovním stylem. Technická soutěž je organizována pouze jedenkrát ročně formou Mistrovství ČR v Allkampf-jitsu a jednou za čtyři roky jako Mistrovství Evropy. Volný boj Fighting je organizován pouze jedenkrát ročně na mezinárodní úrovni.

### Disciplína Randori
Každý závodník si z bezpečnostních důvodů vybírá partnera k předvedení technik sám. Technický stupeň a pohlaví partnerů je libovolný. Závodník předvede celkem čtyři techniky; po jejich předvedení provedou rozhodčí bodové ohodnocení. Požadovány jsou čtyři techniky, kdy jedna z nich musí být proti zbrani. Techniky musí být ze systému J. Beck, propojovací a závěrečné techniky jsou volné. Pohybové provedení musí být technicky správné a razantní, musí být v souladu se zněním paragrafu Nutná obrana.

### Disciplína KATA/Kombinace
Kata nebo kombinace může být libovolně zvolena ze systému Jacob Beck, výběr není omezen technickou vyspělostí závodníka. Musí být provedena jako boj, tzn. tak, aby bylo vidět patřičné nasazení a precizní provedení. Dýchání, rytmus a směry pohledů musí být v souladu s technikami.

### Disciplína Tameshi-wari
V této disciplíně si každý závodník zvolí techniku přerážení sám. K přeražení desky má závodník jen jeden pokus. Dospělí a junioři přerážejí desky dvě, starší děti jednu. K přerážení se používají plastové desky s různými barvami s různou obtížností. Desky jsou přiděleny podle věku závodníka. Obtížnost prováděné techniky, výška, vzdálenost nebo volně držená deska zvyšují bodový základ. Barva desek – muži a senioři hnědá, junioři a ženy zelená, juniorky zelená, děti žlutá.

### Disciplína Embu
Družstvo skládající se ze tří závodníků předvede volný boj dvou útočníků proti jednomu obránci, který musí trvat jednu minutu (tolerance je 10 sekund). Použité techniky mohou být libovolné, ale celý boj musí obsahovat alespoň sedm technik AKJ. Provedení boje musí být reálné, boj může obsahovat i akrobatické prvky, ty ale musí respektovat realitu provedení.

### Disciplína Fighting
Pravidla zápasu jsou velice přísná a samotný boj trvá čtyři minuty s minutovou přestávkou uprostřed zápasu v seniorské kategorii, tři s minutovou přestávkou uprostřed zápasu v kategorii dorostenců a juniorů. Závodníci spolu bojují v první fázi zápasu podobně jako v karate, jsou povoleny kontrolované kopy a údery od pasu výš, další fáze boje umožňuje zachytit soupeře a provést podmet či přehoz; třetí fáze zápasu probíhá na zemi, kde je třeba soupeře znehybnit po dobu 20 sekund nebo do vzdání se soupeře. Využívá se tedy veliké škály technik sebeobranného systému AKJ, které však nesmí odporovat přísným pravidlům. Závodník musí být připraven všestranně a tak není možné se zaměřit pouze na jednu ze tří fází boje, které musí během utkání proběhnout. Je zakázáno jakékoliv kontaktování obličeje a hrdla, za menší přestupky proti pravidlům zápasu rozhodčí udělují trestné body, za větší nastává diskvalifikace. Soutěžící mají chrániče rukou, nártů, zubů, suspenzory a u žen a dívek jsou předepsány chrániče prsou.

## Školy AKJ v České republice
- Chomutov – Tiger Fight Club
- České Budějovice – *Sportovní klub Policie České Budějovice
- Brno – Allkampf-jitsu Brno
- Nové Strašecí – Kuma Jutsu Nové Strašecí
- Most – Škola bojových umění Most
- Nové Hrady – TJ Karate Nové Hrady
- Plzeň – Škola Bojových Umění Plzeň
- Strakonice – Bushido Strakonice
- Písek – AKJ Panthers Sokol Písek
- Jaroměř – AKJ Jaroměř
- Toušeň – Pumy Lázně Toušeň